# Efland
Efland – jednostka osadnicza w Stanach Zjednoczonych, w stanie Karolina Północna, w hrabstwie Orange.